# Чуйска долина
Чуйската долина (на киргизки: Чүй өрөөнү; на казахски: Шу аңғары; на руски: Чуйская долина) е обширна долина в Чуйска област на Киргизстан и Жамбълска област на Казахстан.
Долината е разположена между Чу-Илийските планини на североизток и Киргизкия хребет на Тяншан на юг. Простира на около 200 km от Боамското ждрело на река Чу на югоизток до югоизточните части на пустинята Мойънкум на северозапад. Ширина от 15 km на югоизток до 100 km на северозапад. Надморска височина от 500 m на запад до 1200 m на изток. Отводнява се от река Чу (губи се в пустинята Мойънкум) и нейните многобройни леви и десни притоци. Климатът е рязко континентален, като вегетационният период (минимална денонощна температура 5 °C) продължава около 180 дни. Годишната сума на валежите е 250 – 400 mm и са предимно през пролетта. Почти цялата долина е заета от обработваеми земи, които се напояват. Отглеждат се предимно захарно цвекло и зърнени култури. Има много овощни градини и лозя. Чуйската долина е сред най-гъсто населените области на Киргизстан - тук се намира столицата Бишкек и градовете Токмок, Кара Балта, Кант и Шопоков.

## Топографска карта
- К-43-А М 1:500000[3]
- К-43-Б М 1:500000[4]